# 박기병

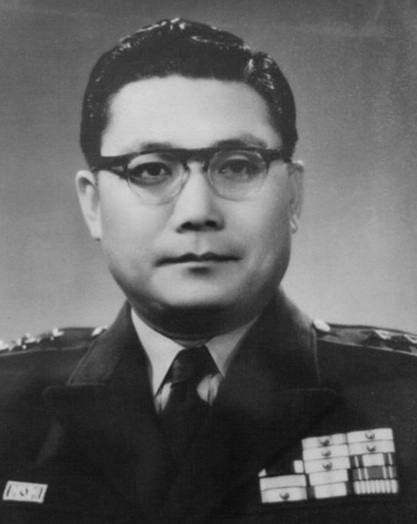
박기병 장군의 군 시절
직속 상관이었던
예비역 대한민국 육군 중장
이한림 前 대한민국 육군 제1군사령관

박기병 장군의 군 시절
직속 상관이었던
대한민국 육군 중장
김창룡 前 대한민국 육군 특무부대장

박기병(朴基丙, 1917년 6월 12일 ~ 1993년 6월 17일)은 대한민국의 군인 겸 정치인이다.

## 생애

### 일생
경성부에서 출생하였으며 지난날 한때 직계 일족들과 함께 일본 시코쿠 지역 도쿠시마 현 도쿠시마를 거쳐 일본 도쿄에서 잠시 유아기를 보낸 적이 있는 그는 1920년 직계 일족들과 함께 일제 강점기 조선국 경성부에 귀국하였고 훗날 경성제국대학교 철학과 중퇴와 만주국 젠궈 대학교 정치학과 중퇴를 거쳐 일본 와세다 대학교 법학과 중퇴하는 등 방황이 섞인 학창 시절을 마친 후 1938년 일본군 예하 관동군 조선인 지원병 1세대로써 입대하였고 그 후 일본군 준사관 시절에 일제 패망을 목도하였으며 그 후 미군정 관련 영역으로 들어왔다. 1946년 1월 6일 군사영어학교 1기생으로 입교하여 육군 소위 임관하였다. 그의 군사영어학교 동기로는 함병선 예비역 육군 중장 등을 비롯하여 훗날 모두 그의 직속 상관이 된 민병권, 이한림, 민기식 등의 예비역 육군 장성 출신이 있었다.
1955년 대한민국 육군 제15사단장 보임과 동시에 대한민국 육군 소장 진급하여 그 후로는 1957년부터 1958년까지 대한민국 육군 제2사단장 등을 지낸 그는 훗날 1959년 2월 15일을 기하여 대한민국 경상북도 대구 육군 제5훈련소장 보임됨을 거쳐 1960년 2월 22일을 기하여 대한민국 육군 제5관구사령관 직에 보임되었으며 그 시절 3·15와 4·19를 목도한 그는 1년 후 같은 대한민국 육군 제5관구사령관으로 재직 중이던 1961년에 5·16 군사정변도 목도하였다. 당시 그는 직속 상관이던 육군 중장 이한림(李翰林) 육군 제1군사령관 등과 함께 군의 정치 개입을 반대하여 박정희(朴正熙)의 군사정변 주도 세력과 대척점에 섰으나 결국 쿠데타군 측으로부터 견제되어 육군 제5관구사령관 직위가 박탈되었고 이후 같은 해 1961년 8월 24일을 기하여 육군 제1군사령관 및 육군 중장 이한림(李翰林) 장군 등과 함께 강제 전역되면서 육군 소장으로 예편되었다.
그 후 제3공화국 정권으로부터 잠시 중용되어 민주공화당 당무위원을 잠시 지냈으며 제5공화국 시절에는 한국국민당 최고위원 겸 당무위원을 지내다가 그만두었고 그 후 신민주공화당 최고위원 겸 당무위원 등을 잠시 지냈다.
1988년 8월 12일을 기하여 신민주공화당을 최종적으로 탈당한 그는 1990년 2월부터 파킨슨병으로 투병하였고 1993년 5월에 초기 알츠하이머병이 발병하였으며 관련 합병증으로 1개월 후 1993년 6월 17일을 기하여 별세하였다. 그의 유해는 대한민국 국립 서울현충원에 안장되어 있다.

### 학력
- 경성재동보통학교 졸업(1930년)
- 경성제1고등보통학교 졸업(1936년)
- 경성제국대학교 법학과 중퇴(1936년)
- 만주국 젠궈 대학교 정치경제학과 중퇴(1937년)
- 일본 와세다 대학교 철학과 중퇴(1938년)
- 일본 육군보병학교 졸업(1939년)
- 군사영어학교 1기(1946년)
- 통위부 보병학교 졸업(1947년)
- 조선경비보병학교 졸업(1948년)
- 대한민국 육군보병학교 졸업(1949년)
- 대한민국 국방대학교 행정학사 1기(1956년)